# リ・ファリーヌ
リ・ファリーヌは群馬製粉株式会社の米粉製品。「リ・ファリーヌ」（フランス語: Riz Farine）はフランス語で「米の粉」という意味。うるち米を原料としており、洋菓子用の製菓材料として用いられる。
もち米を原料とした「リ・ファリーヌ レジェール」という製品もある。
小麦粉の代替材料として使用可能なことから、小麦アレルギーの人のための製菓材料として重宝されている。この粉は、和菓子用の上新粉（上用粉）よりもキメが細かいのが特徴。
この粉の開発に携わったのは東京都目黒区の自由が丘にある「モンサンクレール」のパティシエ辻口博啓で、小麦粉を米粉に置き代えた洋菓子のレシピ本も執筆している。
リ・ファリーヌは、米がもつ特性のため主・副材料の分量を通常より加減して使用しなければならない。また、ケーキやクッキーなどのお菓子は作れるが、グルテンが含まれていないのでパン作りに使う強力粉として使用することはできない。